# Terceto encadenado
Un terceto encadenado es una serie indefinida de tercetos en los que el verso que queda suelto en el primero coincide con los que riman en el segundo; el que queda suelto en el segundo con los que riman en el tercero y así sucesivamente: ABA, BCB, CDC... XYX, YZYZ. La última estrofa suele ser un serventesio, o un serventesio más un pareado, para evitar que quede un verso suelto:

¿Y no serán siquiera tan osadas
las opuestas acciones, si las miro
de más ilustres genios ayudadas?

Ya, dulce amigo, huyo y me retiro
de cuanto simple amé: rompí los lazos.
Ven y verás al grande fin que aspiro
antes que el tiempo muera en nuestros brazos.
Andrés Fernández de Andrada

Esta forma proviene de la terza rima creada por el poeta florentino Dante Alighieri para su Divina comedia, que adoptó posteriormente Francesco Petrarca para sus Triunfos. Se usa solo en poemas extensos, no cortos, y fue denominada en español tercetos encadenados. En Castilla la empezó a cultivar Juan Boscán y asimismo Garcilaso de la Vega y los poetas italianizantes durante la primera mitad del siglo XVI, con el Renacimiento. Ejemplo de ello son las dos elegías que Garcilaso compuso: la primera, Al duque d'Alba en la muerte de Don Bernaldino de Toledo, y la segunda dedicada A Boscán, su amigo. Esta estructura es la misma que empleó Miguel Hernández en su famosa Elegía a Ramón Sijé. Sin embargo, en el Siglo de Oro su temática era más restringida: se utilizaba solo para las epístolas o cartas en verso, y habitualmente para temas cultos o con intención didáctica. También la incluyó Lope de Vega en su teatro con una función clara, como señala en su Arte nuevo de hacer comedias en este tiempo (1609): "Son los tercetos para cosas graves".
Una modalidad especial fue, sin embargo, el endecasillabo incatenato italiano, o endecasílabo con rima interna que rima las sílabas décima y undécima de un verso con la sexta y séptima del verso siguiente (mucho menos frecuentemente con la cuarta y quinta). Incluso cuando el sentido pondría la cesura en cualquier otro sitio y no al final de la séptima sílaba; esta modalidad la usó Garcilaso de la Vega en la parte de su Égloga segunda que describe la jornada de los Gelves (1520):

El arena quemaba, el sol ardía, / la gente se caía medio muerta; / él solo con despierta vigilancia / dañaba la tardanza floja, inerte, / y alababa la muerte glorïosa. / Luego la polvorosa muchedumbre, / gritando a su costumbre, le cercaba; / mas el que se llegaba al fiero mozo / llevaba, con destrozo y con tormento, / del loco atrevimiento el justo pago. (G. de la Vega, Égloga II)

Lope de Vega usó este endecasílabo encadenado en doce de sus comedias, no más allá de 1612.